# Curtin Springs
Curtin Springs je dobytčí farma, čerpací stanice pohonných hmot, informační centrum s průvodcovskou činností, obchod, restaurace, autokemp, hotel a malé letiště. Je to důležitá zastávka na Lasseterově dálnici (Lasseter Highway) při cestě z města Yulara do Mount Ebenezer Roadhouse a nachází se v pouštní oblasti (outback), MacDonnell Region - Petermann, v Severním teritoriu v Austrálii. Na místě se také nachází malá expozice papoušků, výběh pro emu hnědého a netradiční ruční výroba papíru a šperků z přírodních materiálů.

## Historie
Podobně jako mnoho původně dobytčích farem v centrální Austrálii, Curtin Springs prošlo mnoha změnami. Místo mělo v historii několik názvů (např. Mt Conner Station). Současný název Curtin Springs byl zvolen na počest bývalého premiéra Austrálie, kterým byl John Curtin. Později, v roce 1956 se zde usadil Peter Severin se svou ženou a malým synem a 1500 hlavým stádem krav. První rok pobytu, Peter Severin musel svou ženu "hodně" přesvědčovat, aby na samotě, kde za celý rok projelo jen 6 automobilů zůstala. Na konci 50. let 20. století se začala rozvíjet turistika cíleně zaměřená na "australský klenot" Uluru a stejně tak i Curtin Springs se začalo zaměřovat také tímto směrem. V roce 1958 byla na místě zřízena první stanice na pohonné hmoty a v roce 1959 byl zaveden obchod a od 80. let 20. století je možnost se zde ubytovat v budovách.
Curtin Springs se tedy stalo historicky první turistickou zastávkou mimo město Alice Springs a stalo se tak příkladem i pro další podobná místa v Austrálii.

## Další informace
Curtin Springs je klidné místo, které je východiskem pro návštěvu solných jezer, osamělé pouštní stolové hory Mount Conner nebo národního parku (Uluru (Ayers Rock) a Kata Tjuta). V restauraci se zahrádkou je občas možné si posedět při živé hudbě. Z místa je také krásný výhled na Mount Conner.
Curtin Springs je také místem dokumentovaného pozorování ptáků v přírodě.
Vzhledem k vysokým teplotám a nedostatku vody, může být okolí Curtin Springs životu nebezpečné, viz např. český nezvěstný sportovec Lubomír Genčur.

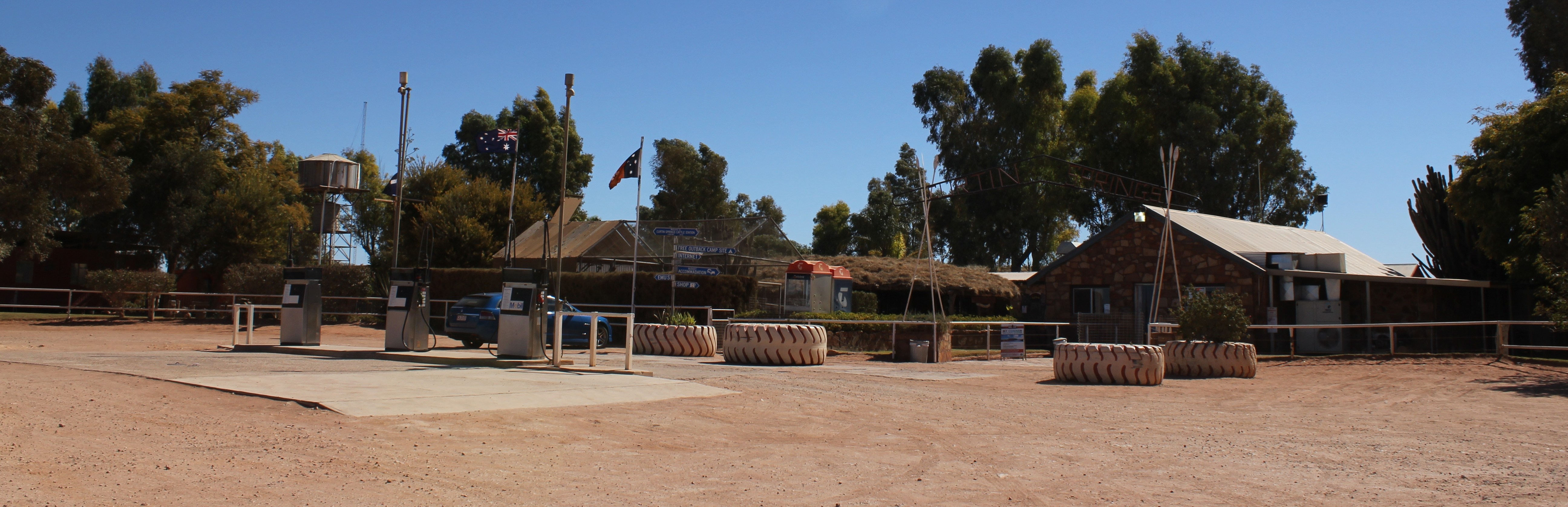
Curtin Springs
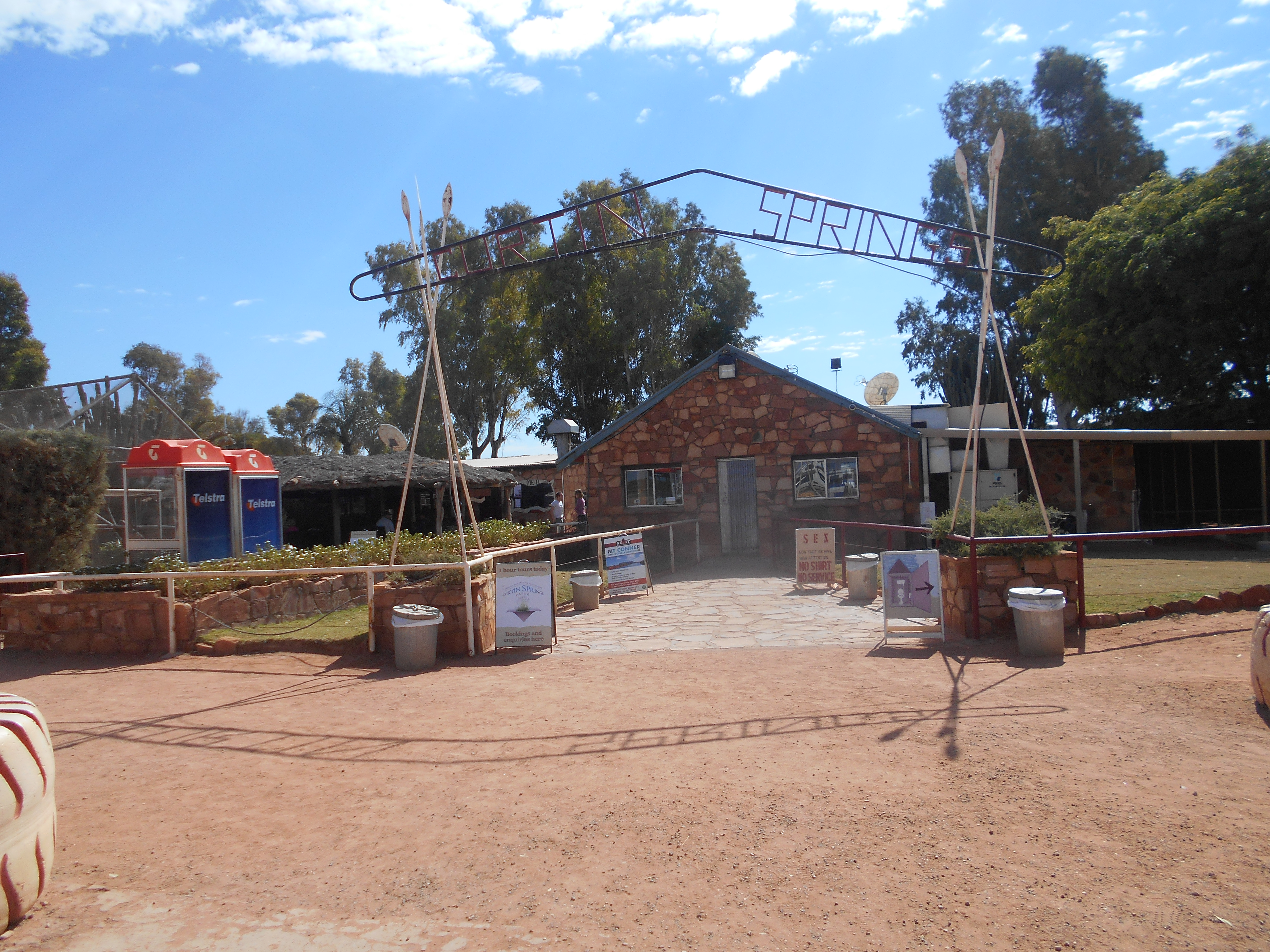
Vchod do Curtin Springs
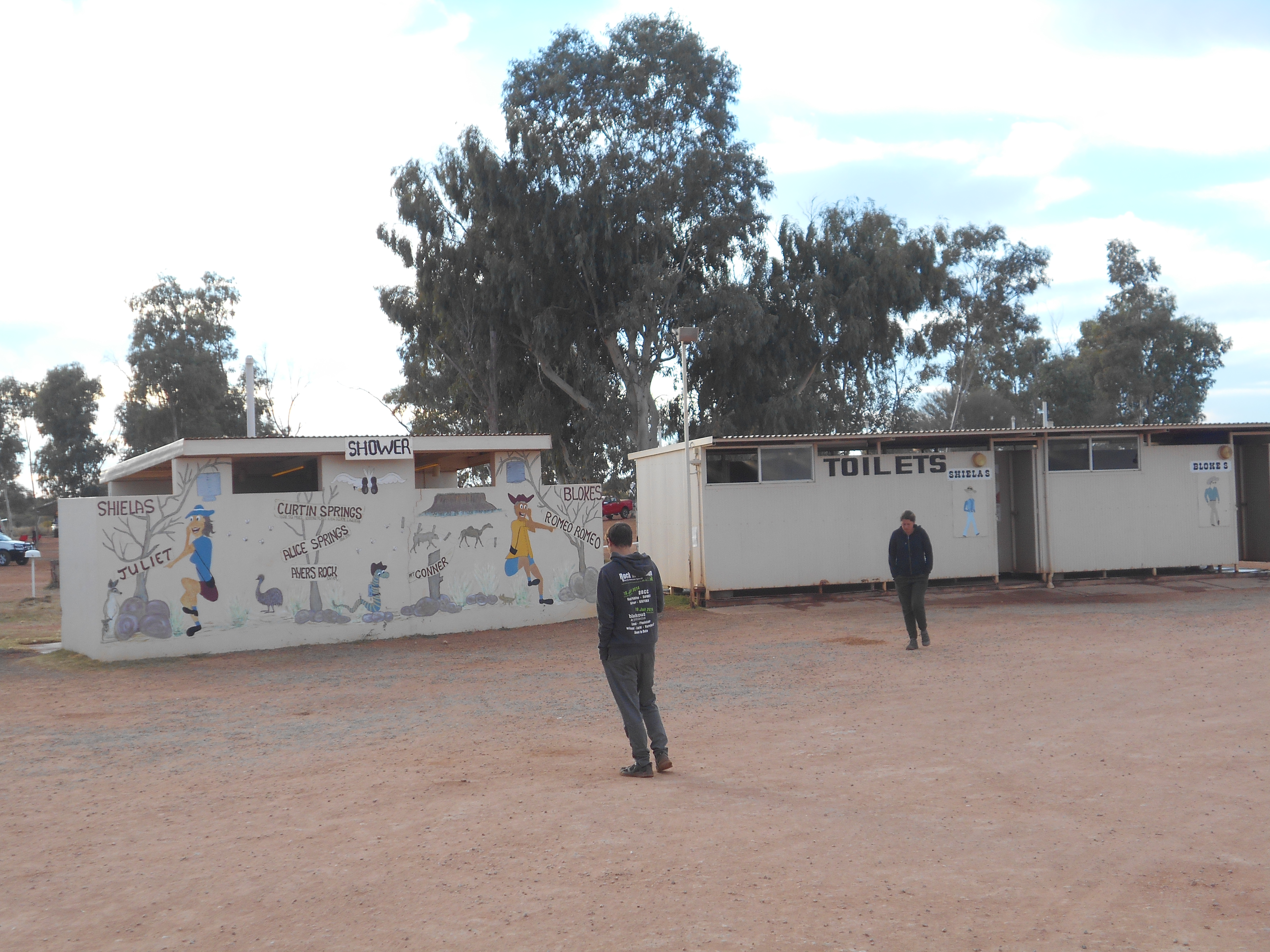
Toalety
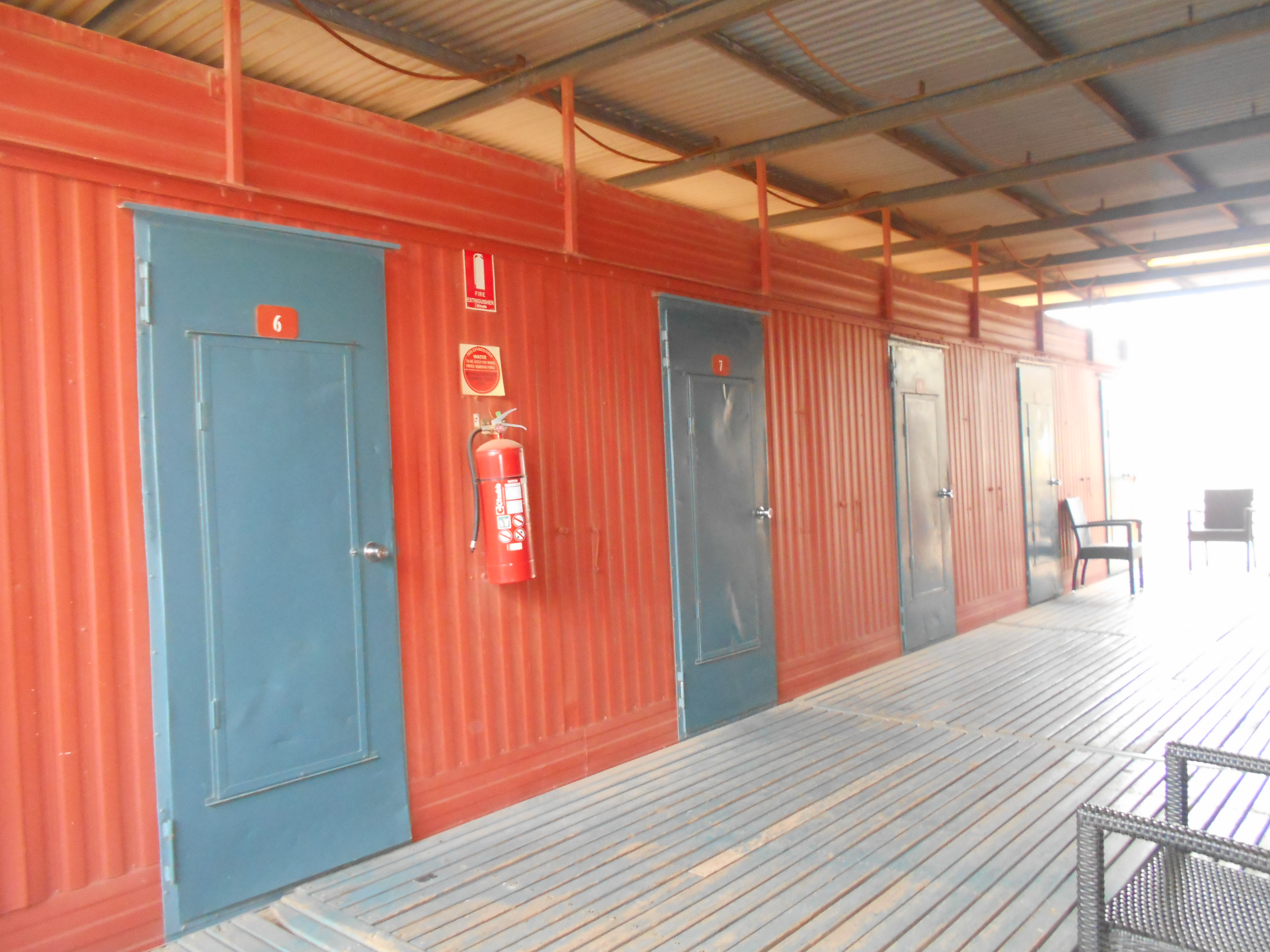
ubytování
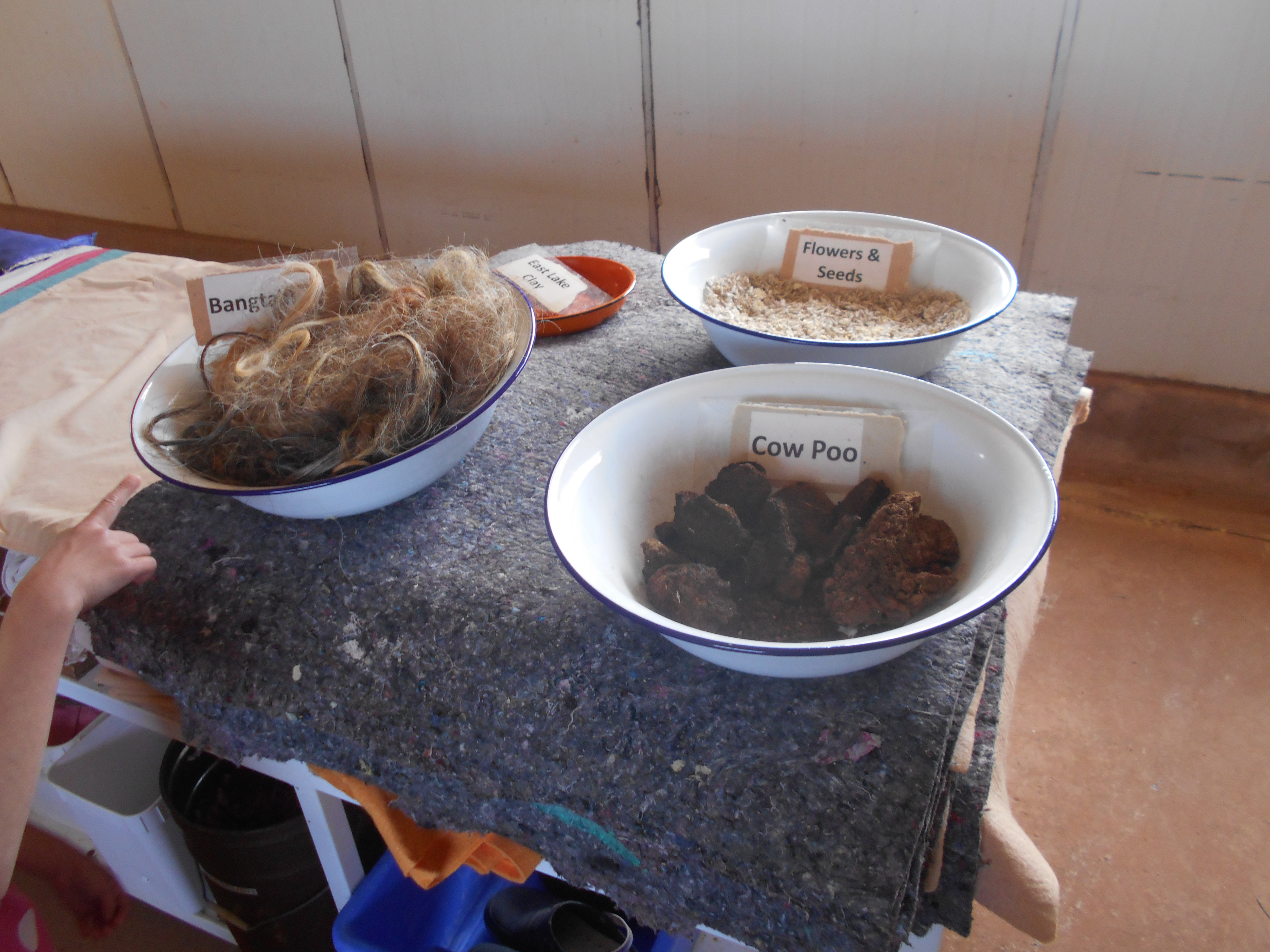
Ingredience pro ruční výrobu papíru
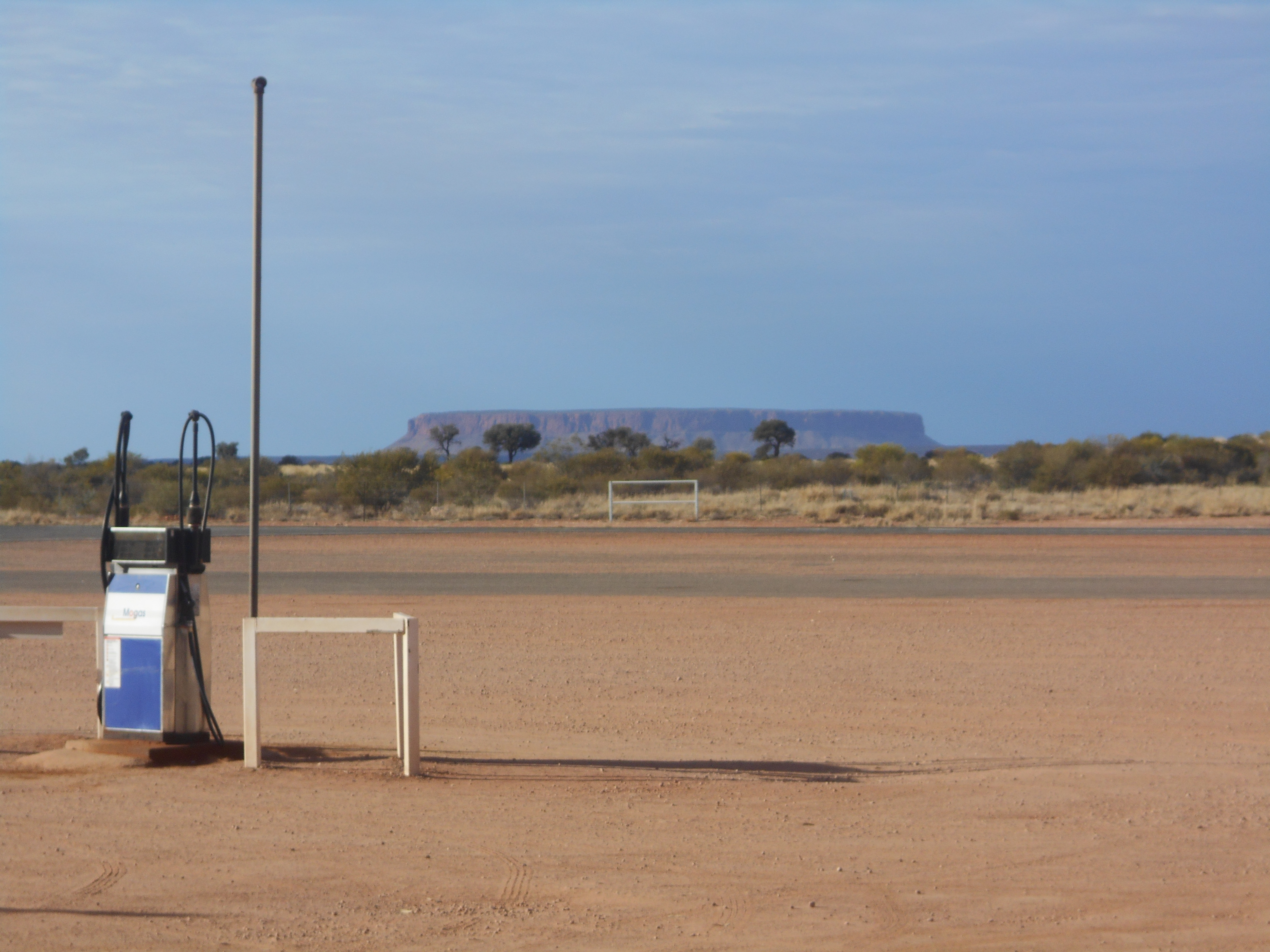
Curtin Springs, pohled na Mount Conner